# Pam Kruse
Pamela Jean Kruse (ur. 3 czerwca 1950 w Miami) – amerykańska pływaczka, srebrna medalistka olimpijska z Meksyku.
Zawody w 1968 były jej jedynymi igrzyskami olimpijskimi. Zdobyła srebro na dystansie 400 m stylem dowolnym. Zdobyła złoto igrzysk panamerykańskich w 1967 na dystansie 200 metrów stylem dowolnym i w sztafecie 4 × 100 metrów stylem dowolnym i srebro na dystansie 400 metrów. 